# Paul Kletzki

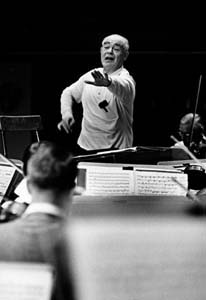
1965

Paul Kletzki (Łódź, 21 marzo 1900 – Liverpool, 5 marzo 1973) è stato un compositore e direttore d'orchestra polacco.

## Biografia
Studiò dapprima con Wertheim e Emil Młynarski al Conservatorio di Varsavia e infine alla Hochschule di Berlino con F. E. Koch.
A capo dell'Orchestra filarmonica di Berlino (1932), fu anche direttore in molti altri paesi: diresse infatti l'Orchestra sinfonica di Israele (1952-1955), quella di Liverpool (1954), quella di Dallas (1958-1961) e quella della Svizzera romanda (1967-1970).
Di ritorno in Europa, nel 1964 diresse l'Orchestra Sinfonica di Berna, fino al 1966, anno in cui fu chiamato, sempre con la medesima carica, all'Orchestre de la Suisse Romande, succedendo a Ernest Ansermet.
Il suo repertorio comprendeva in specie la produzione romantica e postromantica, con una particolare predilezione per Mahler.

## Composizioni
Tra le sue principali composizioni vanno ricordate:
- 2 Sinfonie
- "Sinfonietta per archi", op. 7 (1928)
- "Ouverture per una tragedia", op. 14

Oltre a queste, Kletzki compose anche musica da camera, variazioni, pezzi per pianoforte, brani per orchestra e lieder.